# Pterobryon piliferum
Pterobryon piliferum là một loài rêu trong họ Pterobryaceae. Loài này được Broth. & Geh. mô tả khoa học đầu tiên năm 1898.